# Dysidea incrustans
Dysidea incrustans är ett svampdjur som beskrevs 1862 av Schmidt. Arten ingår i släktet Dysidea och familjen Dysideidae.  Svampkroppen består av kiselnålar och svampfibrer och kan absorbera mycket vatten.
Arten delas in i två underarter:
- D. i. suchumensis
- D. i. adriatica